# Gorgani
Fakhr-od-Dīn As‘ad Gorgānī, persisch فخر الدين اسعد گرگانى, DMG Faḫr ad-Dīn As‘ad-e Gorgānī (* in Malayer; † wahrscheinlich 1054) war ein persischer Dichter, der unter der Herrschaft des Seldschukensultans Tughrul Beg lebte.

## Werk
Das einzige von Gorgānī überlieferte Werk ist Wīs und Rāmīn, ein höfisches Epos, das er zwischen 1050 und 1055 verfasste. Er ließ sich dabei von einer alten, in Pahlavi verfassten Legende inspirieren, die auf die Epoche der parthischen Könige zurückgeht.

### Wīs und Rāmīn

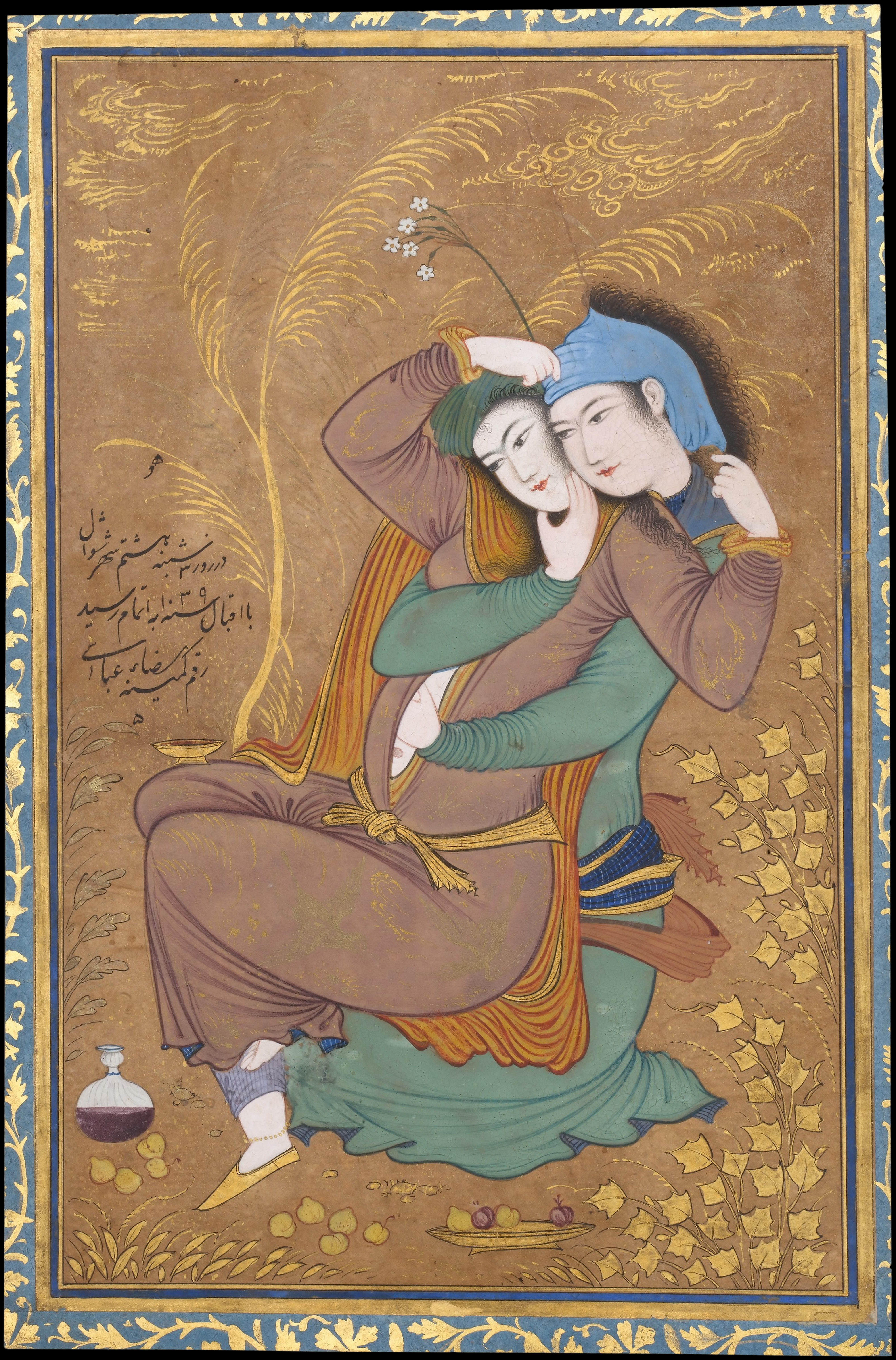
Liebespaar

In der Legende erhält der König der Könige Moubed von der Königin Schāhru das Versprechen, sollte sie eine Tochter gebären, ihm diese zur Frau zu geben. Nachdem die sodann geborene Tochter Wīs herangewachsen ist, verheiratet die Königin – ihr Versprechen vergessend – sie jedoch mit deren eigenem Bruder Wīru.
Infolgedessen erklärt Moubed Wīru den Krieg, entführt Wīs mit Hilfe einer List und bringt sie nach Chorāsān. Auf dem Weg dorthin entwickelt Rāmīn, jüngster Bruder Moubeds und Ziehsohn Schāhrus, der mit der Begleitung von Wīs beauftragt wurde, Zärtlichkeit ihr gegenüber und Wīs und Rāmīn entfliehen. Nach einigen Abenteuern, die die beiden Liebenden mit König Moubed zu bestehen haben, erklärt Moubed seinem jüngeren Bruder den Krieg, doch stirbt er infolge eines Jagdunfalls. Rāmīn folgt ihm auf den Thron und heiratet Wīs. Nach dem Tod seiner Frau überträgt Rāmīn die Krone seinem Sohn und zieht sich in einen Feuertempel zurück, wo er bis zu seinem Tod bleibt.

### Bedeutung von Wīs und Rāmīn
Das Epos Wīs und Rāmīn stellt eine Verbindung zwischen dem vorislamischen und dem islamischen Iran her. Es ist eines der besten Werke der persischen Dichtung. Die Einfachheit des Vokabulars und des Ausdrucks schwächen keineswegs die Ausdruckskraft der Bilder, der Handlung und die Lebendigkeit der Gefühle. Es war Vorbild für spätere Liebesepen, vor allem auch für Chosrau und Schirin von Nezāmī.
Große Bedeutung erlangt hat die georgische Prosaversion Visramiani von Sargis Tmogveli aus dem späten 12. Jh., sowohl für die georgische Literatur, als auch international.

## Ausgaben

### Persischsprachige Ausgaben
- William N. Lees (Hrsg.): Fahr-ad Din As'ad Gurgani. (ca. 11. Jahrhundert). Wīs wa Rāmīn. Reprint of the ed. Calcutta (Persian), 1864–1865. Biblio-Verlag, Osnabrück 1982, ISBN 3-7648-1350-4
- Mojtabā Minovi (Hrsg.): Wīs o Rāmīn. Teheran 1936
- M. G. Mahjoub (Hrsg.): Wīs o Rāmīn. Teheran 1959
- Fahr-ad Dīn As'ad Gorgānī: Wīs o Rāmīn (11. Jahrhundert). In: Zabān wa Adabyyāt-e Fārsi, No. 18, Teheran 1970

### Deutschsprachige Ausgaben
- Ruth Neukomm und Kita Tschenkéli: Wisramiani oder Die Geschichte der Liebe von Wīs und Rāmīn. Übertragung aus dem Georgischen. Manesse, Zürich 1957 (Übertragung der georgischen Fassung aus dem 13. Jahrhundert)
- Elke Erb (Hrsg.): Wīs und Rāmīn: Roman einer verbotenen Liebe im alten Persien. Reclam, Leipzig 1991, ISBN 3-379-00662-9 (Übersetzung der georgischen Fassung aus dem 13. Jahrhundert)

### Französische Übersetzung des Werkes (11. Jahrhundert)
- Henry Massé: Wīs et Rāmīn. Paris 1959

## Sekundärliteratur
- Sadeq Hedayat: Einige Bemerkungen über Wis und Ramin. 1945.

## Quelle
- Zabihollah Safa: Anthologie de la Poésie Persane. Gallimard Unesco. Connaissance de l’Orient, Paris 2003, ISBN 2-07-071168-4 (französisch, Erstausgabe:  1964, UNESCO-Sammlung repräsentativer Werke).